# Bonate Sotto
Bonate Sotto (lombardul: Bunàt Sóta) település Olaszországban, Lombardia régióban, Bergamo megyében. Lakosainak száma 6650 fő (2023. január 1.). Bonate Sotto Bonate Sopra, Madone, Treviolo, Dalmine, Filago és Chignolo d'Isola községekkel határos.

## Népesség
A település népességének változása:
| Lakosok száma | 6704 | 6704 | 6650 |
|               | 2017 | 2018 | 2023 |